# مانوئل گارسیا-رولفو
مانوئل گارسیا-رولفو (به انگلیسی: Manuel Garcia-Rulfo)(زاده ۲۵ فوریه ۱۹۸۱) بازیگر مکزیکی است.
از کارهای معروف او می‌توان به بازی در فیلم شش زیرزمینی، ماری و بیمه عمر اشاره کرد.